# Городской сад (Тверь)
Городской сад Твери занимает археологически заповедную территорию разрушенного Тверского кремля. Он образован в 1931 году в результате объединения Дворцового сада (1776), Губернаторского сада (1831), Общественного сада (1851). Во время Великой Отечественной войны был уничтожен, после войны перепланирован и посажен заново.

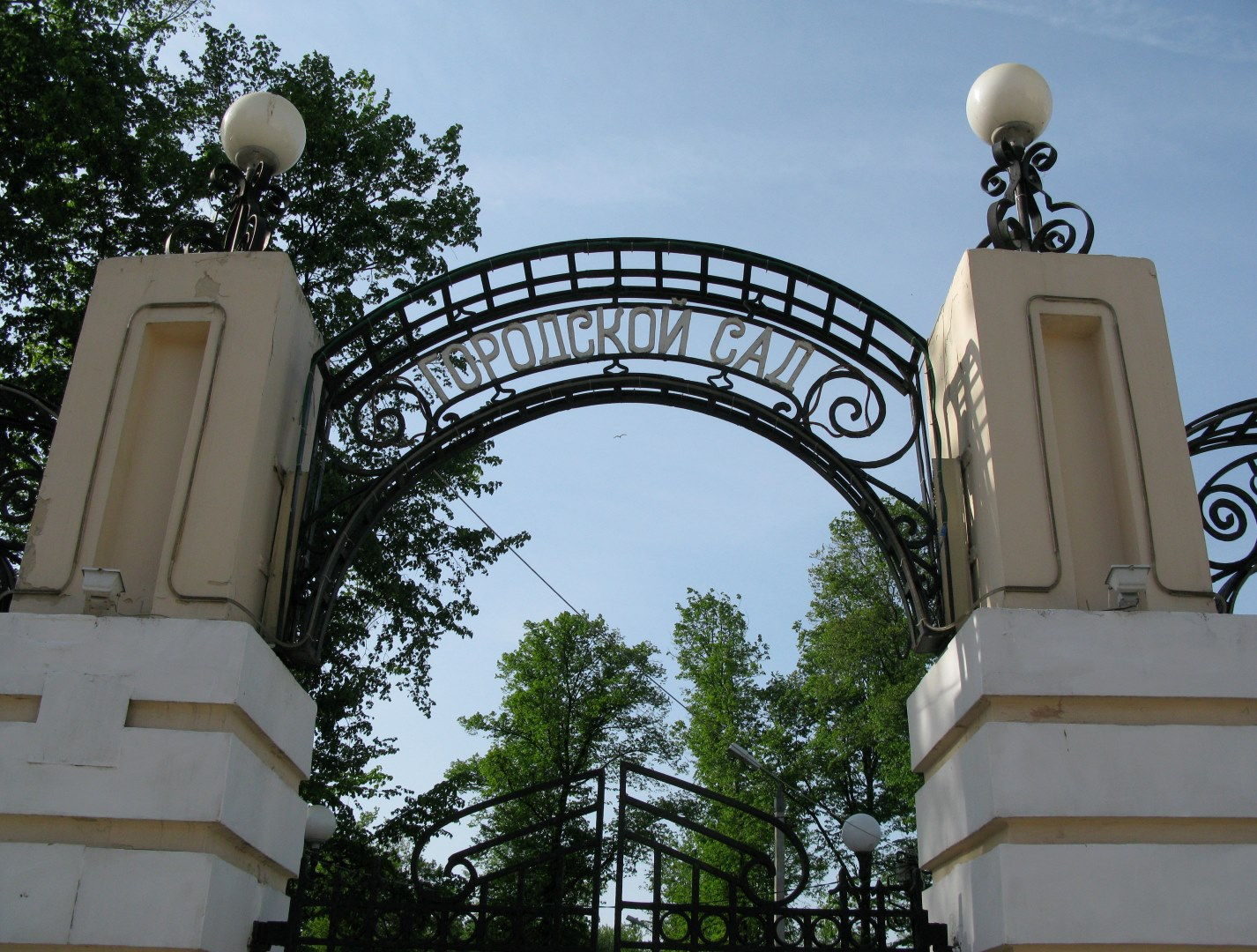
Ворота горсада. 2014 г.

Сад ограничен с севера правым берегом реки Волги и набережной князя Михаила Ярославича, с юга — Советской улицей, с запада — Волжским проездом, с востока — Свободным переулком, занимает площадь 9 гектаров. В Городском саду расположены памятники А. С. Пушкину, князю Михаилу Тверскому, Карлу Марксу, имеются многочисленные летние кафе, аттракционы и клумбы с цветами, проводятся многочисленные праздники.
В 2009 году проведены работы по благоустройству сада, положена тротуарная плитка, обновлены фонари. Открыта сквозная перспектива на Волгу и церковь Трёх Исповедников с памятником Афанасию Никитину на противоположном берегу реки.
В непосредственной близости от Городского сада расположены Путевой дворец, здание бывшего реального училища (в настоящее время там находится Тверской краеведческий музей) и кинотеатр «Звезда».